# K1779/1780次列车
K1779/1780次列車是中國鐵路運行於湖南省會長沙至廣西壯族自治區省會南寧之間的快速旅客列車，自2007年4月18日起開行，自2018年7月1日起停運，由廣州局集團長沙客運段負責客運任務。列車使用25G型客車，沿京廣鐵路、滬昆鐵路、洛湛鐵路 衡柳鐵路和湘桂鐵路運行，行程998公里。其中長沙站至南寧站運行14小時33分，使用車次為K1779次；長沙站至南寧站運行15小時，使用車次為K1780次。

## 歷史
2007年4月18日，廣鐵集團增開了長沙至湛江2513/2514次普通旅客快車，經京廣鐵路、湘桂鐵路和黎湛鐵路運行,使用非空調車底。
2008年12月21日，2513/2514次列車更改運行區間為長沙至南寧，黎塘至南寧經由湘桂鐵路運行。
2011年7月1日，2513/2514次列車升級為K779/780次快速旅客列車，並改為使用空調車底。但由於當時空調車底未能及時到位，使用空調車底的時間待定。
2013年12月28日，配合衡柳鐵路開通，K779/780次列車在柳州至衡陽區間由湘桂線改經衡柳線運行。
2014年12月10日，K779/780次列車在柳州至南寧區間改經柳南城際鐵路運行。
2016年1月10日，K779/780次列車株洲至永州區間改經滬昆鐵路、婁邵鐵路、洛湛鐵路運行，增加株洲調向；柳州至南寧區間恢復途徑湘桂鐵路。同時由於邵陽至永州區間為非電氣化鐵路，車體改為使用普通型25G客車。
2016年5月15日，K779/780次列車在黎塘至永州間改經由黎湛、益湛線運行，同時車次改為K1779/1782/1779、K1780/1781/1780次。
2017年1月5日，K1779/1782/1779、K1780/1781/1780次列車永州至南寧間恢復途徑湘桂、衡柳線運行，並取消進株洲站調向，車次變更為K1779/1780次。
2018年7月1日，K1779/1780次列車停運，同時廣州局集團開行高速動車組G539/540（長沙南至南寧東）承擔往返長沙和南寧的客運任務。

## 列車編組
K1779、K1780次列車使用配屬廣州局集團長沙車輛段的中國鐵路25G型客車，列車採取18輛車廂編組，其中硬臥車8輛、硬座車6輛，軟臥車、餐車、空調發電車和行李車各1輛（但行李車欠編），總定員1194人。一共使用2組車底。
| 車廂編號 | 1-6              | 7          | 8            | 9-16         | 17           | 18                   |
| 車型     | KD25G 空調發電車 | CA25G 餐車 | RW25G 軟臥車 | YW25G 硬臥車 | YZ25G 硬座車 | XL25G 行李車（欠編） |

## 機車交路
K1779/1780次列車行經長沙至永州區間因洛湛鐵路邵陽至永州區間未電氣化，使用東風4B型柴油機車牽引；永州至南寧為電氣化鐵路區間，機車交路由和諧3C型電力機車牽引。
| 車站區段               | 長沙 ↔ 永州                        | 永州 ↔ 南寧                        |
| 本務機車 配屬 司機更替 | 東風4B型柴油機車 廣鐵懷段 懷化司機 | 和諧3C型電力機車 甯局柳段 柳州司機 |

## 時刻表
- 資料截至2018年1月5日。

| K1779次 | K1779次 | K1779次 | K1779次 | 停靠站 | K1780次 | K1780次 | K1780次 | K1780次 |
| 里程    | 天數    | 到點    | 開點    | 停靠站 | 到點    | 開點    | 天數    | 里程    |
| ------- | ------- | ------- | ------- | ------ | ------- | ------- | ------- | ------- |
| 0       | 當天    | —       | 21:04   | 長沙   | 04:48   | —       | 第二天  | 998     |
| 78      | 當天    | 21:57   | 22:00   | 湘潭   | 02:55   | 03:00   | 第二天  | 920     |
| 120     | 當天    | 22:28   | 22:31   | 湘鄉   | ↑       | ↑       | —       |         |
| 177     | 當天    | 23:13   | 23:19   | 婁底   | 01:32   | 01:37   | 第二天  | 821     |
| 275     | 第二天  | 00:34   | 00:42   | 邵陽   | 00:05   | 00:11   | 第二天  | 723     |
| 380     | 第二天  | 02:12   | 02:34   | 永州   | 22:30   | 22:50   | 當天    | 618     |
| —       | 第二天  | ↓       | ↓       | 東安東 | 22:00   | 22:04   | 當天    | 589     |
| —       | 第二天  | ↓       | ↓       | 興安北 | 20:36   | 20:40   | 當天    | 476     |
| 579     | 第二天  | 04:41   | 04:50   | 桂林北 | 19:45   | 20:00   | 當天    | 419     |
| 743     | 第二天  | 06:52   | 07:05   | 柳州   | 17:09   | 17:17   | 當天    | 255     |
| 813     | 第二天  | 07:55   | 08:00   | 來賓   | ↑       | ↑       | 當天    | —       |
| —       | 第二天  | ↓       | ↓       | 黎塘   | 15:17   | 15:23   | 當天    | 120     |
| 998     | 第二天  | 11:37   | —       | 南寧   | —       | 13:48   | 當天    | 0       |